# Collège Samuel-Paty
Le collège Samuel-Paty est un établissement scolaire situé à Valenton (Val-de-Marne), baptisé en hommage au professeur d'histoire Samuel Paty, assassiné à Conflans-Sainte-Honorine le 16 octobre 2020.
Ce collège se distingue par le fait qu'il fait partie de la liste de 100 bâtiments durables exemplaires au niveau international, réalisée par le G20. De concept éco-innovation, il accueille une structure en béton en RDC et en bois dans les niveaux supérieurs ; il est certifié Haute qualité environnementale et habitat passif.

## Originalité architecturale
Le collège Samuel-Paty de Valenton fait partie de la prestigieuse liste de 100 bâtiments durables exemplaires au niveau international, réalisée par le G20,
. Ce collège est la première réalisation de collège en bois pour un marché public global de performance (MPGP). Il est certifié Haute Qualité Environnementale bâtiments durables et labellisé habitat passif,. Cette certification d'habitat passif signifie que le bâtiment obéit à trois critères principaux : être très bien isolé, sans pont thermique et être étanche à l'air.

## Historique
Le nouveau collège est construit sur une surface de 4 700 m2 sur la commune de Valenton, à l’emplacement du collège Joliot-Curie démoli en 2011.
Dès la fin du mois d'octobre 2020, le département du Val-de-Marne propose que le prochain établissement construit dans le département porte le nom du professeur d'histoire assassiné. Ce collège est le premier collège à porter le nom de Samuel Paty ; le futur lycée de Montévrain, en Seine-et-Marne, pourrait porter dans le futur son nom.
Il accueille ses premiers élèves le 2 septembre 2021, et est officiellement inauguré le 19 novembre 2021.